# Ismail Abu Schanab
Ismail Abu Schanab (arabisch إسماعيل أبو شنب, DMG Ismāʿīl Abū Šanab; * 1950; † 21. August 2003 in Gaza-Stadt) war ein palästinensischer Ingenieur und Politiker (Hamas). Er unterrichtete als Professor für Bauingenieurwesen an der Islamischen Universität Gaza.

## Leben
Abu Schanab studierte an der Colorado State University. Abu Schanab galt als einer der besonnenen Vertreter der Hamas und warb in der militanten Bewegung für die Fortsetzung des Waffenstillstands, an dessen Aushandlung Ende Juni er maßgeblich beteiligt war. Er wurde in Ghaza-Stadt zusammen mit zwei Leibwächtern bei einem israelischen Hubschrauberangriff gezielt getötet.